# Live at the Oakland Coliseum
Albums de Jimi Hendrix
South Saturn Delta
(1997) BBC Sessions
(1998)
Live at the Oakland Coliseum est un album de Jimi Hendrix sorti en 1998.

## Un enregistrement amateur
Le Live at the Oakland Coliseum est le premier volume de la série initiée par Dagger Records en 1998. C'est un enregistrement amateur effectué le 27 avril 1969 par Ken Koga à partir d'un magnétophone à bobines et d'un unique microphone dans l'audience. La qualité audio est nettement inférieure à celle du concert donné la veille au L.A. Forum. 
Selon les critères de l'époque, la qualité audio de l'enregistrement reste acceptable pour un enregistrement amateur, d'autant que les instruments sont bien équilibrés.

## Les titres

### CD 1
1. Introduction
2. Fire
3. Hey Joe
4. Spanish Castle Magic
5. Hear My Train a-Comin'
6. Sunshine of Your Love
7. Red House

### CD 2
1. Foxy Lady
2. Star Spangled Banner
3. Purple Haze
4. Voodoo Child (Slight Return)

## Les musiciens
- Jimi Hendrix : guitare, chant
- Noel Redding : basse, seconde voix, guitare rythmique sur Voodoo Child (Slight Return)
- Mitch Mitchell : batterie
- Jack Casady : basse sur Voodoo Child (Slight Return)